# Giải quần vợt Wimbledon 2014 - Đôi nữ trẻ
Barbora Krejčíková và Kateřina Siniaková là các nhà đương kim vô địch, nhưng năm nay họ không tham gia thi đấu tại giải này.
Tami Grende và Ye Qiuyu giành chiến thắng ở nội dung này, đánh bại Marie Bouzková và Dalma Gálfi ở chung kết với tỷ số 6–2, 7–6(7–5).

## Tỷ số

### Vòng chung kết
|  | Bán kết | Bán kết                             | Bán kết | Bán kết                    | Bán kết |    |                      | Chung kết | Chung kết | Chung kết | Chung kết | Chung kết |  |
|  |         |                                     |         |                            |         |    |                      |           |           |           |           |           |  |
|  |         | Tami Grende Ye Qiuyu                | 5       | 6                          | 6       |    |                      |           |           |           |           |           |  |
|  |         | Tami Grende Ye Qiuyu                | 5       | 6                          | 6       |    |                      |           |           |           |           |           |  |
|  |         | Usue Maitane Arconada Fanni Stollár | 7       | 3                          | 4       |    |                      |           |           |           |           |           |  |
|  |         | Usue Maitane Arconada Fanni Stollár | 7       | 3                          | 4       |    | Tami Grende Ye Qiuyu | 6         | 7         |           |           |           |  |
|  |         |                                     |         |                            |         |    | Tami Grende Ye Qiuyu | 6         | 7         |           |           |           |  |
|  |         |                                     |         | Marie Bouzková Dalma Gálfi | 2       | 65 |                      |           |           |           |           |           |  |
|  |         | Marie Bouzková Dalma Gálfi          | 6       | Marie Bouzková Dalma Gálfi | 2       | 65 | 4                    | 9         |           |           |           |           |  |
|  |         |                                     |         |                            |         |    |                      | 9         |           |           |           |           |  |
|  | 2       | Priscilla Hon Jil Belen Teichmann   | 1       | 6                          | 7       |    |                      |           |           |           |           |           |  |